# Пэ Гиль Су
Пэ Гиль Су (кор. 배길수, р.4 марта 1972) — северокорейский гимнаст, олимпийский чемпион и чемпион мира.

## Биография
Родился в 1972 году. В 1992 году стал чемпионом мира и завоевал золотую медаль в упражнениях на коне на Олимпийских играх в Барселоне. В 1993 году вновь стал чемпионом мира. В 1996 году снова стал чемпионом мира, но на Олимпийских играх в Атланте не смог завоевать медалей. В 1997 году завоевал бронзовую медаль чемпионата мира. В 2000 году принял участие в Олимпийских играх в Сиднее, но вновь не смог завоевать медалей, став в упражнениях на коне лишь 5-м.

## В филателии
20 декабря 1992 года КНДР выпустила почтовую марку из серии «Победители XXV Олимпийских игр» с изображением Пэ Гиль Су, золотой медали Олимпиады, пиктограммы гимнастики и флага КНДР (Sc #3165). Эта марка также вошла в состав малого листа, выпущенного в упомянутой серии.